# Global Gate West Tower
La Global Gate West Tower (グローバルゲート ウエストタワー) est un gratte-ciel construit à Nagoya au Japon de 2014 à 2017.
Sa hauteur est de 170 mètres sur 36 étages.
Du 2e au 4e étages, l'immeuble abrite le Nagoya Convention Hall, comprenant des salles de conférence.
Du 6e au 29e étages, se trouvent des bureaux.
Du 31e au 36e étages, se trouve un hôtel.
C'est l'un des dix plus hauts gratte-ciel de Nagoya.
L'architecte de l'immeuble est la société Takenaka Corporation.